# باربرا (لاعبة كرة قدم)
باربرا (بالبرتغالية: Bárbara Micheline do Monte Barbosa) هي لاعبة كرة قدم برازيلية، ولدت في 4 يوليو 1988 في ريسيفي في البرازيل. شاركت مع منتخب البرازيل لكرة القدم للسيدات. أما مع النوادي، فقد لعبت مع Sociedade Esportiva Kindermann ‏.

## وصلات خارجية
- باربرا على موقع الاتحاد الدولي (مؤرشف)  (الإنجليزية)
- باربرا على موقع الاتحاد الأوربي (الإنجليزية)
- باربرا على موقع اتحاد السويد (السويدية)
- باربرا على موقع قاعدة بيانات كرة القدم.إي يو (الإنجليزية)
- باربرا على موقع Soccerway.com (الإنجليزية)
- باربرا على موقع أوليمبيديا (الإنجليزية)
- باربرا على موقع اللجنة الأولمبية البرازيلية (البرتغالية)